# Montesa (industria)
La Montesa è una casa motociclistica spagnola fondata nel 1944 da Pere Permanyer Puigjaner e Francisco Bultò. Dal 1982 il marchio è controllato dalla Honda.

## Storia

### Il contesto
Durante le prime fasi di normalizzazione sociale, dopo la fine della lunga guerra civile spagnola, nel 1941 Permanyer fondò la "Construcciones Mecanicas Company", una piccola officina per la costruzione di gassogeni, resi necessari dalla carenza dei tradizionali carburanti per autoveicoli, la cui importazione era bloccata dall'infuriare della seconda guerra mondiale. Nel 1944, quando le nubi del conflitto iniziarono a diradarsi e si fece reale la previsione di una ripresa industriale nel campo dei veicoli motorizzati, Permanyer decise di associarsi con Bultò, un benestante catalano mosso da una grande passione per la meccanica e le competizioni. La comune intenzione dei due imprenditori era di prepararsi a costruire motociclette, profittando dello stato disastroso in cui si trovavano tutte le case motociclistiche europee e dell'assenza di una produzione nazionale.

### Nascita della Montesa
Dopo anni di successi mietuti anche nel campo delle corse del motomondiale e vicissitudini aziendali tra cui la separazione dall'azienda stessa di Francisco Bultò e relativa creazione di quello che sarà una delle sue massime competitrici, la Bultaco, negli anni ottanta, a seguito della crisi mondiale dell'industria motociclistica, è stata comprata da Honda.

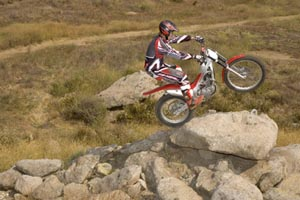
Una Montesa Cota

## Campionato del mondo di trial

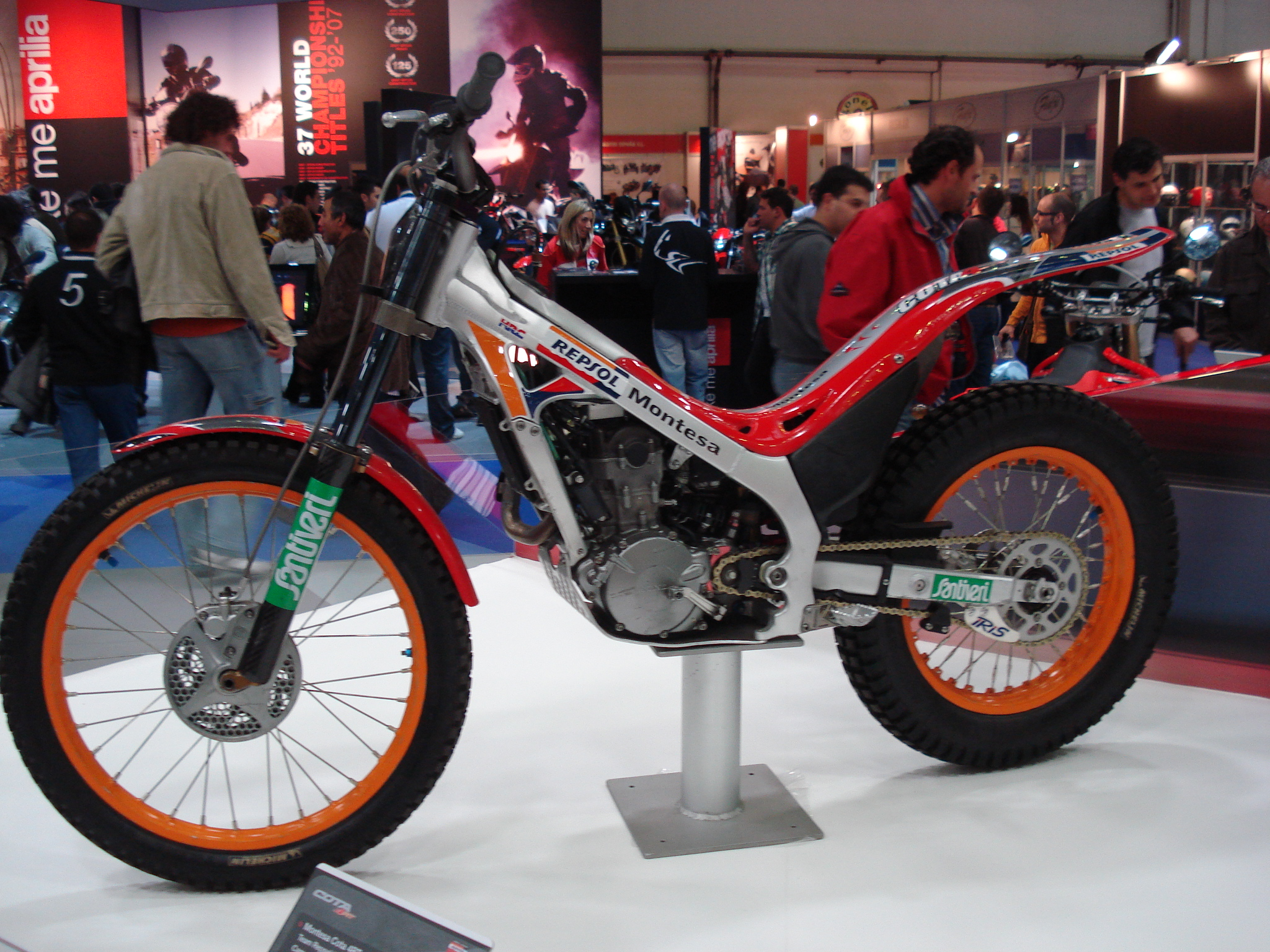
Montesa Cota 2007 Toni Bou

Nel 2005 con l'acquisizione da parte di Honda, la Montesa ha abbandonato la pluriiridata Cota 315 R con la quale gareggiava nel campionato del mondo, una 2 tempi di 250cc pluricampione del mondo ma che ormai risentiva del peso dell'età avanzata del progetto per tentare, in sintonia con la filosofia Honda, la strada del 4 tempi, molto più pesante e meno potente dei 2 tempi della concorrenza.
Questa sfida è stata ampiamente vinta dai tecnici Honda che sono riusciti a progettare una moto, la Cota 4RT (sempre 250 cc), competitiva, leggera (nei limiti del possibile) e tecnologicamente innovativa grazie all'alimentazione affidata ad un iniettore controllato da una ECU con il vantaggio di non soffrire gli sbalzi climatici e di altitudine tipici dei classici carburatori.
Nel 2005 è presente nel campionato del mondo di trial con l'unica moto in produzione, la Cota 4RT, un monocilindrico 250 con motore Honda quattro tempi e cambio a 5 marce, guidata dai piloti Doug Lampkin, Takahisa Fujinami e Marc Freixa.
Nel 2006, come per l'anno precedente la Cota 4RT, che ha subito alcune modifiche di ordine estetico come le grafiche e il faro anteriore, sarà disponibile anche nel modello "Repsol HRC" ovvero una replica delle Cota utilizzate da Fujinami e Lampkin nel mondiale. Caratteristiche principali di questa versione sono il manubrio Renthal e la centralina elettronica della HRC riprogrammabile, ovvero il reparto corse della Honda.
La Cota 4RT è presto divenuta la moto da trial più vincente di sempre grazie al pilota Toni Bou, che attualmente detiene il titolo di campione di trial indoor da 14 anni consecutivi, ed il titolo di campione outdoor da 14 anni consecutivi, risultando di conseguenza il pilota di trial più vincente di sempre.

### Palmarès
Nel suo palmarès, per quanto riguarda il trial e fino al 2013, vi sono numerosi titoli mondiali:
- titoli outdoor conquistati nel 1980, 1996, 2000, 2001, 2002, 2003, 2004, 2007, 2008, 2009, 2010, 2011, 2012, 2013, 2014, 2015, 2016, 2017, 2018, 2019, 2020 e 2021;
- titoli indoor conquistati nel 2000, 2001, 2007, 2008, 2009, 2010, 2011, 2012, 2013, 2014, 2015, 2016, 2017, 2018, 2019 e 2020.